# Гранж-Пако
Гранж-Пако (фр. Granges-Paccot) — громада  в Швейцарії в кантоні Фрібур, округ Сарін.

## Географія
Громада розташована на відстані близько 27 км на південний захід від Берна, 3 км на північ від Фрібура.
Гранж-Пако має площу 4 км², з яких на 31,1% дозволяється будівництво (житлове та будівництво доріг), 46,1% використовуються в сільськогосподарських цілях, 15,2% зайнято лісами, 7,6% не є продуктивними (річки, льодовики або гори).

## Демографія
2019 року в громаді мешкало 3773 особи (+44,7% порівняно з 2010 роком), іноземців було 34,9%. Густота населення становила 946 осіб/км².
За віковим діапазоном населення розподілялося таким чином: 23,6% — особи молодші 20 років, 67,5% — особи у віці 20—64 років, 8,9% — особи у віці 65 років та старші. Було 1612 помешкань (у середньому 2,3 особи в помешканні).
Із загальної кількості 3537 працюючих 21 був зайнятий в первинному секторі, 531 — в обробній промисловості, 2985 — в галузі послуг.